# Tating
Tating est une commune d'Allemagne, située dans le land du Schleswig-Holstein et l'arrondissement de Frise-du-Nord.

## Géographie
Tating est situé à environ 5 km au nord-est de Sankt Peter-Ording et à 15 km à l'ouest de Tönning, sur la presqu'île d'Eiderstedt.

## Histoire
Tating fut mentionné pour la première fois dans un document officiel en 1187.